# Janusz Palikot
Janusz Marian Palikot (* 26. října 1964 Biłgoraj) je polský podnikatel, politik, předseda a zakladatel strany „Twój Ruch“ (Vaše hnutí), za kterou zasedal v Sejmu.

## Životopis
Janusz Palikot se narodil v Biłgoraji v Lublinském vojvodství. Tam chodil také do školy. Během studia na střední škole se přestěhoval do Varšavy. Po dokončení studia začal studovat filozofii na Katolické univerzitě v Lublinu. Ve studiu pokračoval na Varšavské univerzitě s akademickým titulem magistra filozofie. Poté působil v Polské akademii věd jako odborný asistent.
Po politických změnách v roce 1990 založil Palikot továrnu šumivého vína Ambra a v roce 2001 také továrnu na výrobu alkoholu Jabłonna.
V roce 2005 jako člen Platformy Obywatelské (Občanská platforma) byl Palikot v parlamentních volbách zvolen do Sejmu. Získal ve volebním obvodu č. 6 v Lublinu 26 275 hlasů. V předčasných parlamentních volbách v Polsku v roce 2007 Palikot znovu kandidoval ve volebním obvodu č. 6 v Lublinu a vyhrál se 44 186 hlasy.
Uvnitř Občanské platformy Palikot patřil k levému nebo antiklerikálnímu křídlu. Jako člen Sejmu bojoval o liberalizaci polských předpisů o potratech, požadoval omezení veřejného vlivu katolické církve a legalizaci oplodnění in vitro v Polsku.
2. října 2010 Palikot založil levicově-liberální hnutí za občanská práva „Nowoczesna Polska“ (Moderní Polsko) a na začátku prosince 2010 oznámil své vystoupení z Občanské platformy.
Dne 18. října 2010 založil hnutí pojmenované po své osobě: „Ruch Poparcia Palikota“ (Hnutí na podporu Palikota). 10. ledna 2011 ukončil předčasně svůj mandát poslance Sejmu.
Dne 1. června 2011 zapsal u příslušného soudu ve Varšavě novou stranu s názvem Ruch Palikota (Palikotovo hnutí).
V parlamentních volbách 9. října 2011 jeho strana získala 10,1 procenta hlasů a byla poté zastoupena 40 poslanci v Sejmu. Ze Sejmové tribuny a medií Palikot zaútočil na polské biskupy a zemřelého polského papeže. Jako hlava strany způsobil mnoho konfliktů v parlamentu, a to i uvnitř své vlastní strany. Během čtyř let ho opustily téměř všichni poslanci. Ani přejmenování strany na „Twój Ruch“ (Vaše hnutí) nepomohlo.
V prosince 2014 oznámil účast v prezidentských volbách v Polsku roku 2015. V prezidentských volbách dne 10. května 2015 Palikot obsadil 7. místo s 1,42 procenta hlasů. V praxi to znamenalo konec jeho kariéry v Sejmu a v polské politice.
Palikot má v úmyslu zúčastnit se voleb do Sejmu 25. října 2015 v koalici se Svazem demokratické levice.
Palikot uvedl do politiky některé dosud neznámé osoby: novinář Andrzej Rozenek, transsexuál Anna Grodzka, homosexuál Robert Biedroń, který byl zvolen starostou Słupska či zástupkyně maršála Sejmu a feministka Wanda Nowicka.
V Sejmu byl Palikot považován za „enfant terrible“. Jeho senzační vystoupení dala v Polsku vzniknout novému pojmu „Palikotyzacja“ označující vulgární nebo neobvyklá vystoupení a prohlášení. Jeho jmění se odhaduje na 330 milionů zlotých k roku 2006 (80 000 000 euro), je tedy nejbohatším polský poslancem.